# Kangaatsiaq
Kangaatsiaq ([kaˈŋaːt͡sːiɑq] según la antigua ortografía Kangâtsiaĸ) es un pueblo en Groenlandia Occidental situado en el centro administrativo del municipio de Kangaatsiaq.
El pueblo de Kangaatsiaq recibió la denominación de pueblo apenas en 1986, aunque como asentamiento ha existido desde mucho antes. 
La población vive en los asentamientos de Attu, Niaqornaarsuk, Ikerasaarsuk y Iginniarfik.

## La vida en Kangaatsiaq
La pesca y la caza de focas son las fuentes de ingresos principales para los residentes. Kangaatsiaq tiene una fábrica de curtidos de pez y camarón. 
El pueblo de Kangaatsiaq tiene un supermercado, jardín de niños con 26 alumnos, y una escuela primaria (primero al décimo grado) con 150 alumnos. Un albergue juvenil llamado 'La logia' con espacio para seis personas es el único alojamiento turístico.
Kangaatsiaq puede ser visitado todo el año por helicóptero desde Aasiaat, o por transbordador hasta cuatro veces por semana desde otros destinos cercanos a la isla de Disko.

## Fauna
El área tiene una fauna ártica muy rica, incluyendo el reno, zorro polar y la liebre ártica. Los mamíferos marinos incluyen a las variedades de foca anillada, foca común, foca encapuchada, foca barbada, foca arpa, la ballena jorobada (típicamente en verano), ballena de Minke, ballena de aleta, el narval, y la beluga. Cuando el hielo del mar viene, a veces la morsa y el oso polar pueden ser vistos. 
Las aves incluyen cuervos, lagópodos, varias especie de gaviotas, eideres, eideres rey, araos, halcones, águilas, búhos árticos, pinzones de las nieves, golondrinas árticas y más. 